# Gora Pushchina
Gora Pushchina är ett berg i Antarktis. Det ligger i Östantarktis. Norge gör anspråk på området. Toppen på Gora Pushchina är 2 151 meter över havet, eller 563 meter över den omgivande terrängen. Bredden vid basen är 8,1 km.
Terrängen runt Gora Pushchina är huvudsakligen kuperad, men åt sydväst är den platt. Trakten är glest befolkad. Närmaste befolkade plats är Troll research station, 9,1 kilometer nordväst om Gora Pushchina.